# État de calamité naturelle exceptionnelle
Ne doit pas être confondu avec État de catastrophe naturelle.
L'état de calamité naturelle exceptionnelle est une situation légale française qui est applicable par décret préfectoral selon l'article no 239 de la loi relative à la différenciation, la décentralisation, la déconcentration et portant diverses mesures de simplification de l'action publique locale (3DS) promulguée le 21 février 2022. Elle permet de faciliter le traitement des procédures juridiques et administratives en réponse à une catastrophe naturelle de grande ampleur, notamment en suspendant les délais administratifs.
Il est déclenché pour la première fois à Mayotte le 18 décembre 2024 après le passage du cyclone Chido.